# Montefeltro

Carte du Montefeltro.

Le Montefeltro, du latin tardif Mons Feretri, apparu à l'époque carolingienne, est une région historique de l'Italie centro-septentrionale, à cheval entre les actuelles régions administratives des Marches (nord de la province de Pesaro et d'Urbino), de l'Émilie-Romagne (sud-ouest de la province de Rimini), de la Toscane (est de la province d'Arezzo) et l'État de Saint-Marin. 
Son nom provient de la famille de Montefeltro qui domina la région au Moyen Âge et durant la Renaissance. Le Montefeltro coïncide en grande partie historiquement et géographiquement avec la province ecclésiastique médiévale de Massa Trabaria.   

## Territoire et environnement
Le Montefeltro est composé en grande majorité de territoires de collines et de moyennes montagnes. Les vallées, boisées, sont caractérisées par de brusques escarpements. Les deux principales sont la vallée du Marecchia et la vallée du fleuve Conca. L'environnement caractéristique du Montefeltro se retrouve dans le parc naturel régional du Sasso Simone et Simoncello et dans la réserve naturelle du Sasso di Simone. Le territoire du Montefeltro coïncide en grande partie avec celui des deux communautés de communes que sont la Comunità montana del Montefeltro dans les Marches et la Comunità montana Alta Valmarecchia en Émilie-Romagne (séparée administrativement des Marches depuis 2009 à la suite d'un référendum local de 2006).  

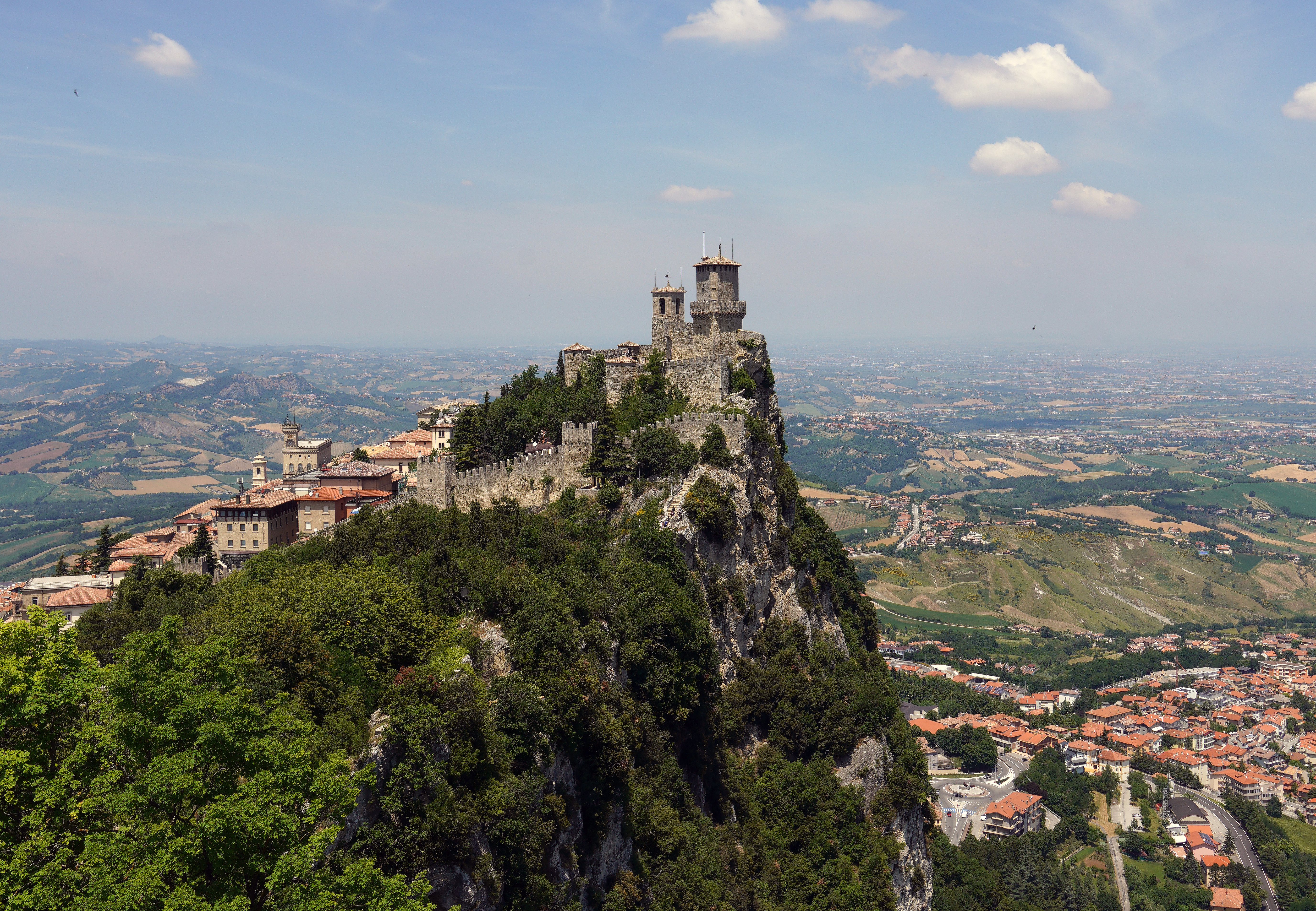
Les tours de Saint-Marin.

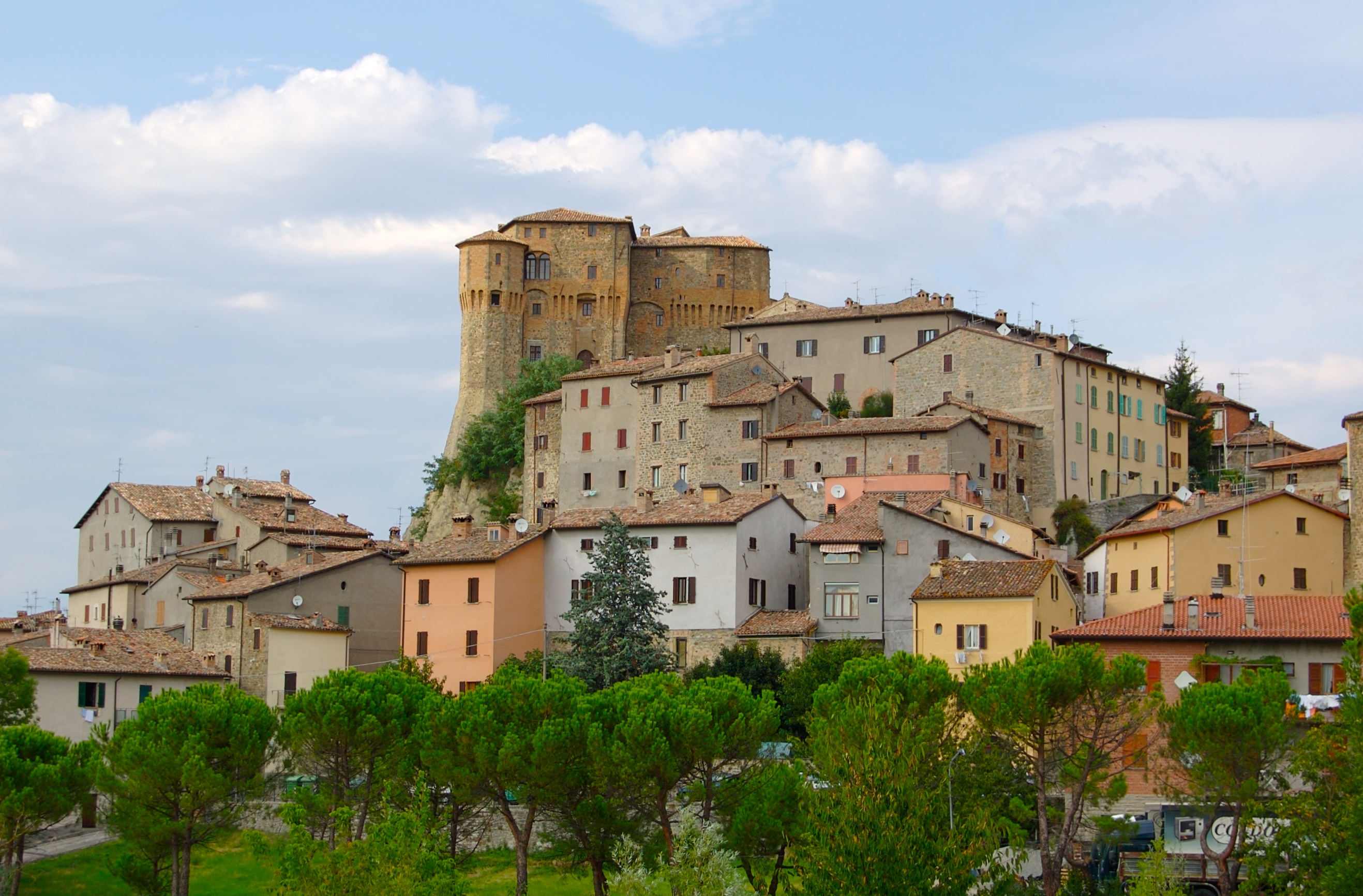
La Rocca Fregoso de Sant'Agata Feltria.

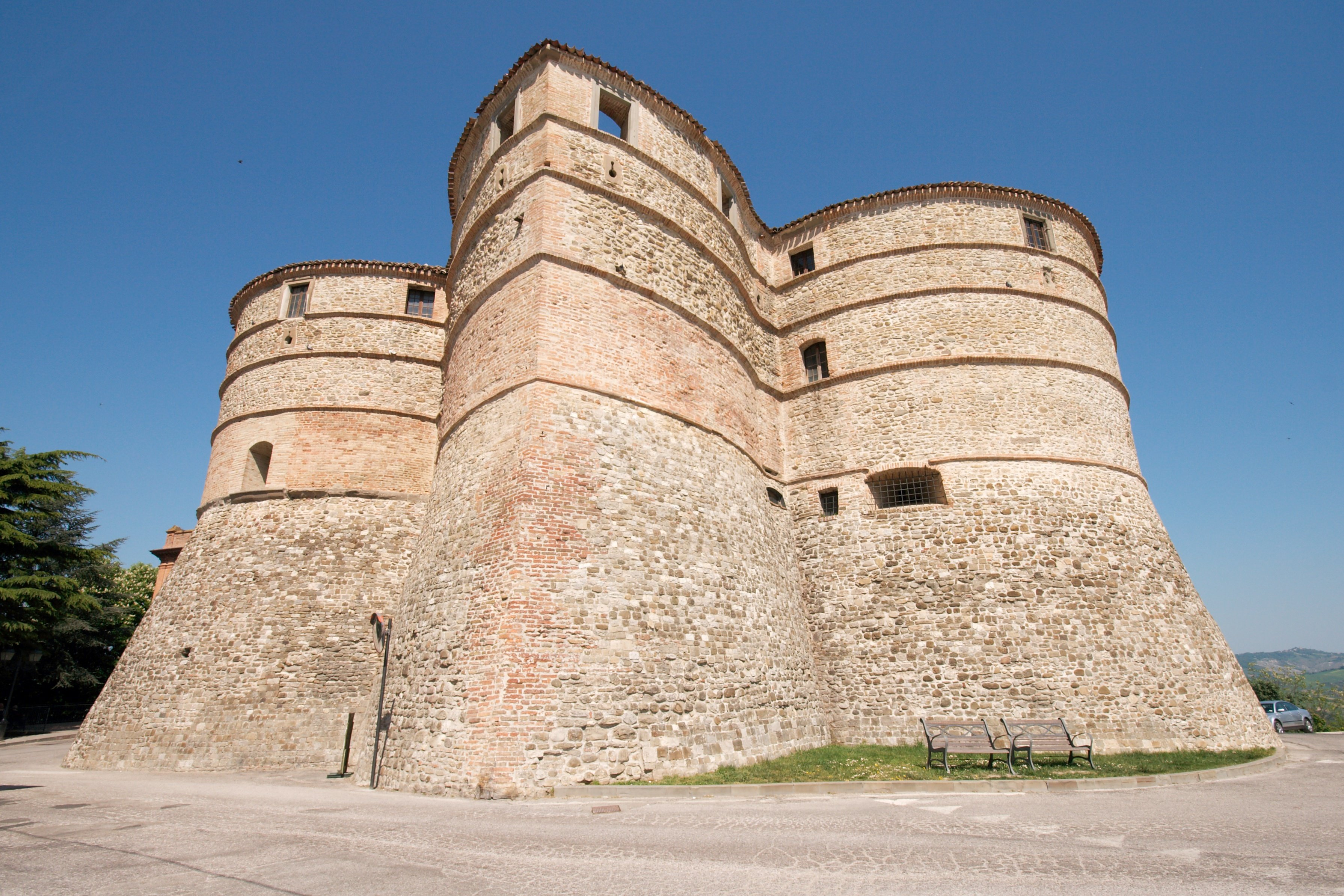
La Rocca di Sassocorvaro.

| Commune              | Superficie (km2) | Population | Communauté de communes           | Province                       | Région                         | Pays               |
| -------------------- | ---------------- | ---------- | -------------------------------- | ------------------------------ | ------------------------------ | ------------------ |
| Acquaviva            | 4,86             | 2 077      |                                  |                                |                                | Saint-Marin        |
| Auditore             | 20,30            | 1 620      | Comunità Montana del Montefeltro | Pesaro et Urbino               | Marches                        | Italie             |
| Badia Tedalda        | 119,12           | 1 165      |                                  | Arezzo                         | Toscane                        | Italie             |
| Belforte all'Isauro  | 11,99            | 796        | Montefeltro                      | Pesaro et Urbino               | Marches                        | Italie             |
| Borgo Maggiore       | 9,01             | 6 424      |                                  |                                |                                | Saint-Marin        |
| Carpegna             | 28,31            | 1 680      | Montefeltro                      | Pesaro et Urbino               | Marches                        | Italie             |
| Casteldelci          | 49,21            | 476        | Alta Valmarecchia                | Rimini                         | Émilie-Romagne                 | Italie             |
| Chiesanuova          | 5,46             | 1 056      |                                  |                                |                                | Saint-Marin        |
| Ville de Saint-Marin | 7,09             | 4 277      |                                  |                                |                                | Saint-Marin        |
| Domagnano            | 6,62             | 3 161      |                                  |                                |                                | Saint-Marin        |
| Faetano              | 7,75             | 1 177      |                                  |                                |                                | Saint-Marin        |
| Fiorentino           | 6,57             | 2 510      |                                  |                                |                                | Saint-Marin        |
| Frontino             | 10,74            | 317        | Montefeltro                      | Pesaro et Urbino               | Marches                        | Italie             |
| Lunano               | 14,62            | 1 453      | Montefeltro                      | Pesaro et Urbino               | Marches                        | Italie             |
| Macerata Feltria     | 40,23            | 2 128      | Montefeltro                      | Pesaro et Urbino               | Marches                        | Italie             |
| Maiolo               | 24,40            | 841        | Alta Valmarecchia                | Rimini                         | Émilie-Romagne                 | Italie             |
| Mercatino Conca      | 14,47            | 1 112      | Montefeltro                      | Pesaro et Urbino               | Marches                        | Italie             |
| Monte Cerignone      | 18,04            | 672        | Montefeltro                      | Pesaro et Urbino               | Marches                        | Italie             |
| Montecopiolo         | 35,74            | 1 235      | Montefeltro                      | Pesaro et Urbino               | Marches                        | Italie             |
| Montegiardino        | 3,31             | 910        |                                  |                                |                                | Saint-Marin        |
| Monte Grimano        | 52,31            | 1 249      | Montefeltro                      | Pesaro et Urbino               | Marches                        | Italie             |
| Novafeltria          | 41,78            | 7 312      | Alta Valmarecchia                | Rimini                         | Émilie-Romagne                 | Italie             |
| Pennabilli           | 69,66            | 3 098      | Alta Valmarecchia                | Rimini                         | Émilie-Romagne                 | Italie             |
| Piandimeleto         | 39,96            | 2 096      | Montefeltro                      | Pesaro et Urbino               | Marches                        | Italie             |
| Pietrarubbia         | 13,05            | 709        | Montefeltro                      | Pesaro et Urbino               | Marches                        | Italie             |
| San Leo              | 53,32            | 3 041      | Alta Valmarecchia                | Rimini                         | Émilie-Romagne                 | Italie             |
| Sant'Agata Feltria   | 79,30            | 2 316      | Alta Valmarecchia                | Rimini                         | Émilie-Romagne                 | Italie             |
| Sassocorvaro         | 66,52            | 3 543      | Montefeltro                      | Pesaro et Urbino               | Marches                        | Italie             |
| Sassofeltrio         | 20,87            | 1 392      | Montefeltro                      | Pesaro et Urbino               | Marches                        | Italie             |
| Serravalle           | 10,53            | 10 386     |                                  |                                |                                | Saint-Marin        |
| Sestino              | 80,46            | 1 485      |                                  | Arezzo                         | Toscane                        | Italie             |
| Talamello            | 10,53            | 1 117      | Alta Valmarecchia                | Rimini                         | Émilie-Romagne                 | Italie             |
| Tavoleto             | 11,99            | 909        | Montefeltro                      | Pesaro et Urbino               | Marches                        | Italie             |
| Montefeltro          | 987,49           | 73 031     |                                  | Pesaro et Urbino Rimini Arezzo | Marches Émilie-Romagne Toscane | Italie Saint-Marin |

## Culture et patrimoine

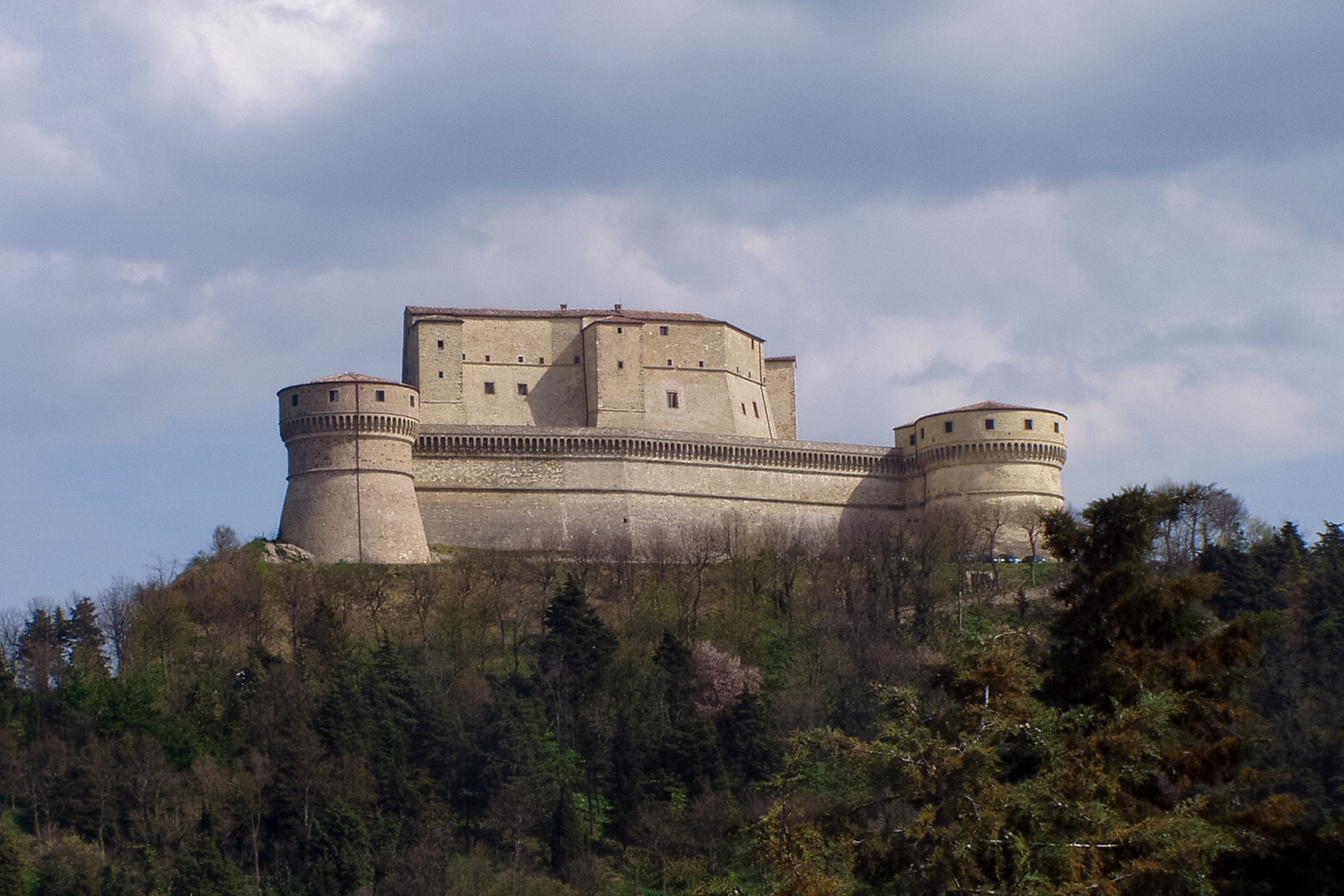
La forteresse de San Leo.

### Forteresses et châteaux
Le territoire du Montefeltro se caractérise par la présence de nombreux châteaux et forteresses perchés dont certains comptent parmi des plus intéressants d'Italie. Hérité des rivalités armées médiévales et de la renaissance de la noblesse locale, ce patrimoine, restauré, se rencontre dans la plupart des villages de la région.
La structure architecturale la plus imposante est sans doute la forteresse de San Leo, construite au sommet d'un éperon rocheux. On trouve également dans la région les forteresses de Belforte all'Isauro et Sassocorvaro, dues en partie, comme celle de San Leo, à l'architecte de la Renaissance Francesco di Giorgio Martini. Les châteaux de Monte Cerignone, Serravalle ou la Rocca Fregoso à Sant'Agata Feltria sont d'autres exemples de la florissante architecture militaire médiévale du Montefeltro. Certains de ces édifices sont associés aux noms des familles nobles locales, ainsi le château des princes de Carpegna dans le village éponyme, celui des comtes d'Oliva à Piandimeleto ou celui des comtes de Petrangolini à Tavoleto. À noter enfin les trois tours de Saint-Marin, emblématiques de cette ancienne République.